# Coș de bambus
Este tatal steamer-ului modern, originar din zona Canton a Chinei, locul de naștere a tradiționalului Dim Sum. Așa cum îi spune și numele, este confecționat integral din lemn de bambus. Au diametre începând de la 28 cm – pentru uz casnic, până la un metru – destinate restaurantelor. Când vă cumpărați coșul, verificați ce diametru au oalele pe care le aveți, astfel încât să vă cumpărați un coș compatibil.
Cum se folosește?
La prima utilizare se spală cu apă caldă, nu se folosește detergent. Pe fundul steamerului se pot pune frunze de salată, varză sau hârtie de copt perforată. Asiaticii folosesc frunze de banan, de lotus sau bambus. În magazinele asiatice se găsesc frunze de lotus, un evantai ca cel din imagine costă 13 lei și este suficient pentru cel puțin 60 de reprize, un mănunchi de bambus costă 3 lei și se poate folosi pentru 30 de reprize. În ambele variante, frunzele se rehidratează cca o oră.
Coșul (sau coșurile) se poziționează pe o oală cu diametru similar în care fierbe deja apa, se pun produsele, se acoperă cu capacul din dotare și se lasă la fiert conform rețetei. Pentru un plus de savoare, în apa care fierbe puteți pune diverse ierburi – dafin, frunze de porumb, crenguțe de rozmarin – în funcție și de preparatele din coș.
În uzul casnic se pot suprapune până la cinci coșuri și găti implicit cinci feluri diferite de mâncare.
La coșul de bambus se pot găti diverse preparate, de la Jiaozi (colțunași cu carne), Baozi (chifle cu carne), legume de orice fel, orez, pește, fructe de mare, pui și alte cărnuri.
Față de steamer-ul modern, din plastic sau inox, coșul de bambus – pe lângă aspectul rustic, conferă și un gust aparte oricărui preparat.
După folosire, se spală bine cu apă fierbinte, dacă este nevoie se folosește o mică cantitate de detergent lichid diluat cu multă apă, o perie sau un burete pentru a îndepărta resturile, deși dacă este folosit corect nu vor rămâne niciodată resturi de mâncare. Nu se lasă excesiv în apă deoarece se va umfla. Se depozitează în locuri bine aerisite, uscate.
Cratița de hot-pot
Este o cratiță cu două până la patru compartimente, cu rolul de a servi mai multe tipuri de supă pentru hot pot, mai ales când avem la masă mulți invitați cu diverse gusturi. Este foarte utilă atunci când vrem să preparăm atât o supă clasică cât și una iute. De asemenea, poate fi folosită ca și castron pentru a pune la masă o supă și o ciorbă concomitent. O astfel de cratiță costă între 50 și 70 de lei, în funcție de diametru. Pentru 4-6 persoane, o cratiță cu diamentrul de 36 cm este suficientă.
Plita de fontă
Este un accesoriu destinat în principal restaurantelor, dar poate fi folosită cu succes și în grădină. Plita de fontă se folosește la rețetele asiatice tip “plită încinsă” și are rolul unui cuptor portabil, pentru a ține mâncarea caldă, pe plita de fontă nu se gătește. Dat fiind faptul că trebuie încinsă la temperatură mare, nu este recomandată a fi folosită în casă. Dacă dorim să preparăm o rețetă tip “plită încinsă”, putem folosi un vas termorezistent în care punem preparatele după ce au fost gătite la wok și le dăm la cuptor pentru cinci minute, apoi le punem la masă. O astfel de plită costă între 20 și 30 de lei, le găsiți în magazinele alimentare asiatice.